# Whitelaw, Wisconsin
Whitelaw là một làng thuộc quận Manitowoc, tiểu bang Wisconsin, Hoa Kỳ. Năm 2006, dân số của làng này là 730 người.